# Hans Rosenthal

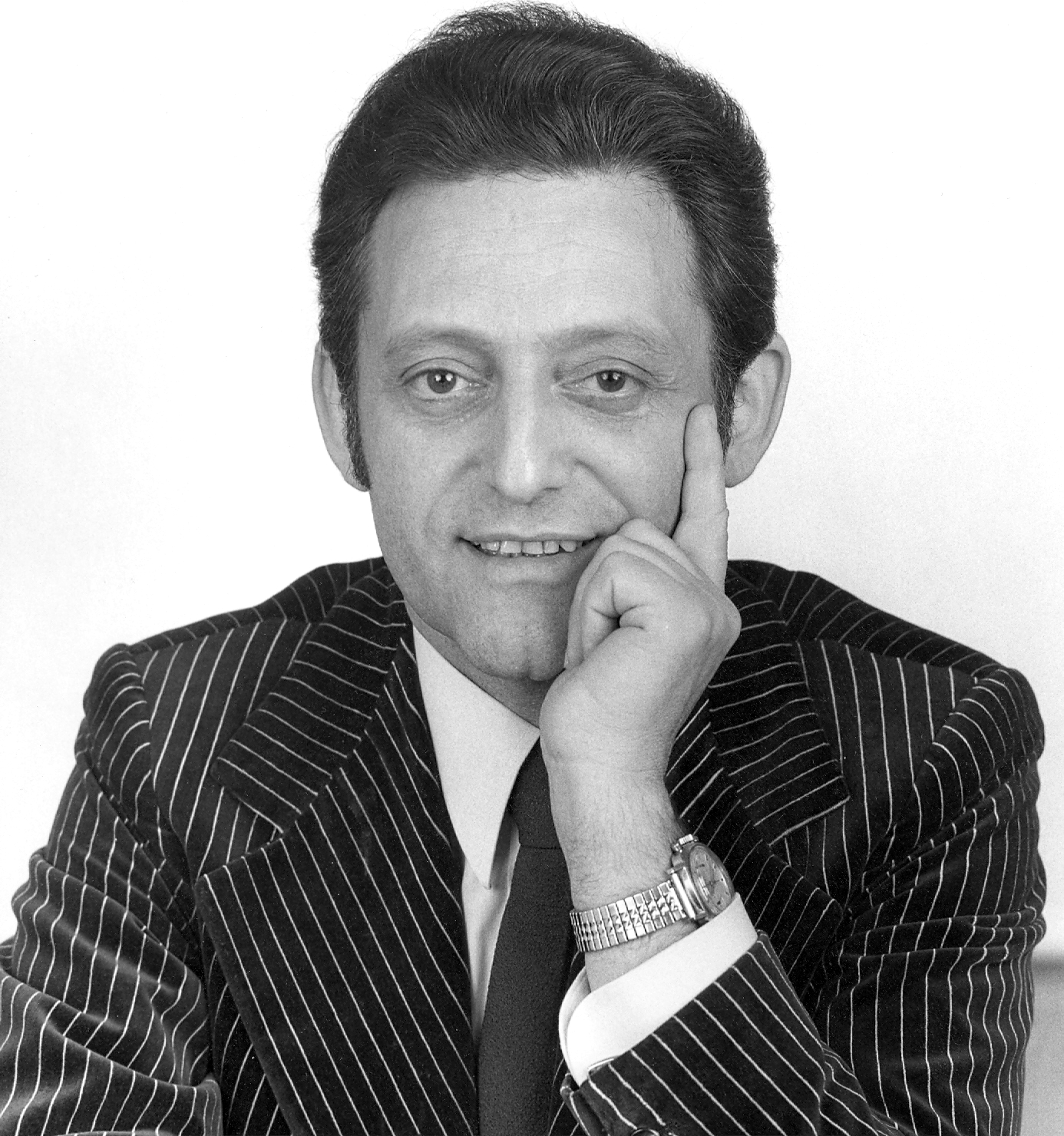
Hans Rosenthal, um 1970

Hans Günter Rosenthal (geboren am 2. April 1925 in Berlin; gestorben am 10. Februar 1987 ebenda) war ein deutscher Entertainer, Moderator, Regisseur, Abteilungsleiter für Unterhaltung im RIAS und Mitglied im Direktorium des Zentralrats der Juden. Er war aktiver Fußballer und von 1965 bis 1973 Präsident von Tennis Borussia Berlin.

## Leben
Rosenthal wuchs in einer jüdischen Familie im Berliner Ortsteil Prenzlauer Berg (Winsstraße 63) auf und erlebte als Kind die wachsende antisemitische Verfolgung durch den Nationalsozialismus. Sein Vater Kurt Rosenthal (20. November 1900 – 17. September 1937) starb an Nierenversagen, nachdem er kurz zuvor als „Nichtarier“ von der Deutschen Bank entlassen worden war. Seine Mutter Else Rosenthal geb. Isaac (10. März 1899 – 8. November 1941) starb an den Folgen von Darmkrebs. Nach dem Tod der Mutter kam Rosenthal mit seinem Bruder Gert (26. Juli 1932 – vermutlich 22. Oktober 1942) in die  Baruch Auerbach’schen Waisen-Erziehungs-Anstalten für jüdische Knaben und Mädchen in Berlin-Prenzlauer Berg und bekam den Zwangsnamen Hans Israel Rosenthal. Sein Bruder wurde am 19. Oktober 1942 mit dem 21. Osttransport (in der Transportliste verzeichnet als Nr. 251) nach Riga deportiert und dort kurz darauf in einem nahegelegenen Wald erschossen. Andere Angehörige wurden ebenfalls im Holocaust ermordet.
Hans Rosenthal war zunächst in einem jüdischen Ausbildungslager (Hachschara) in Jessen bei Sommerfeld in der Niederlausitz. Nach dessen Verbot wurde er ab 1940 von den Nationalsozialisten zu Zwangsarbeit herangezogen; er arbeitete unter anderem als Totengräber im Auftrag für das Landwerk Neuendorf bei Fürstenwalde/Spree, später als Akkordarbeiter in einer Blechemballagenfabrik in Berlin-Weißensee und Torgelow.
Ab dem 27. März 1943 tauchte er in der Berliner Kleingartenanlage „Dreieinigkeit“ (Bezirk Lichtenberg, heute Ortsteil Fennpfuhl) unter und überlebte bis zum Kriegsende in einem Versteck. Für ihn bedeutete die Einnahme von Berlin-Lichtenberg durch die Rote Armee in der Schlacht um Berlin am 25. April 1945 die Befreiung. Er wurde von drei nichtjüdischen Berlinerinnen unterstützt, von Ida Jauch (1886–1944), einer Bekannten seiner Großmutter, und später von Maria Schönebeck (1901–1950) und Emma Harndt (1898–1977). Ida Jauch wurde am 10. Oktober 2015 posthum in Anwesenheit von ihren und Rosenthals Angehörigen als Gerechte unter den Völkern geehrt. Auch Maria Schönebeck wurde auf diese Weise ausgezeichnet.
Diese und weitere private wie berufliche Erlebnisse schilderte er in seiner 1980 veröffentlichten Autobiografie unter dem Titel Zwei Leben in Deutschland.
Hans Rosenthal starb am 10. Februar 1987 im Alter von 61 Jahren an Magenkrebs und wurde in einem Ehrengrab des Landes Berlin auf dem Jüdischen Friedhof Heerstraße in der Ehrenreihe im Feld I beigesetzt.

## Rundfunk

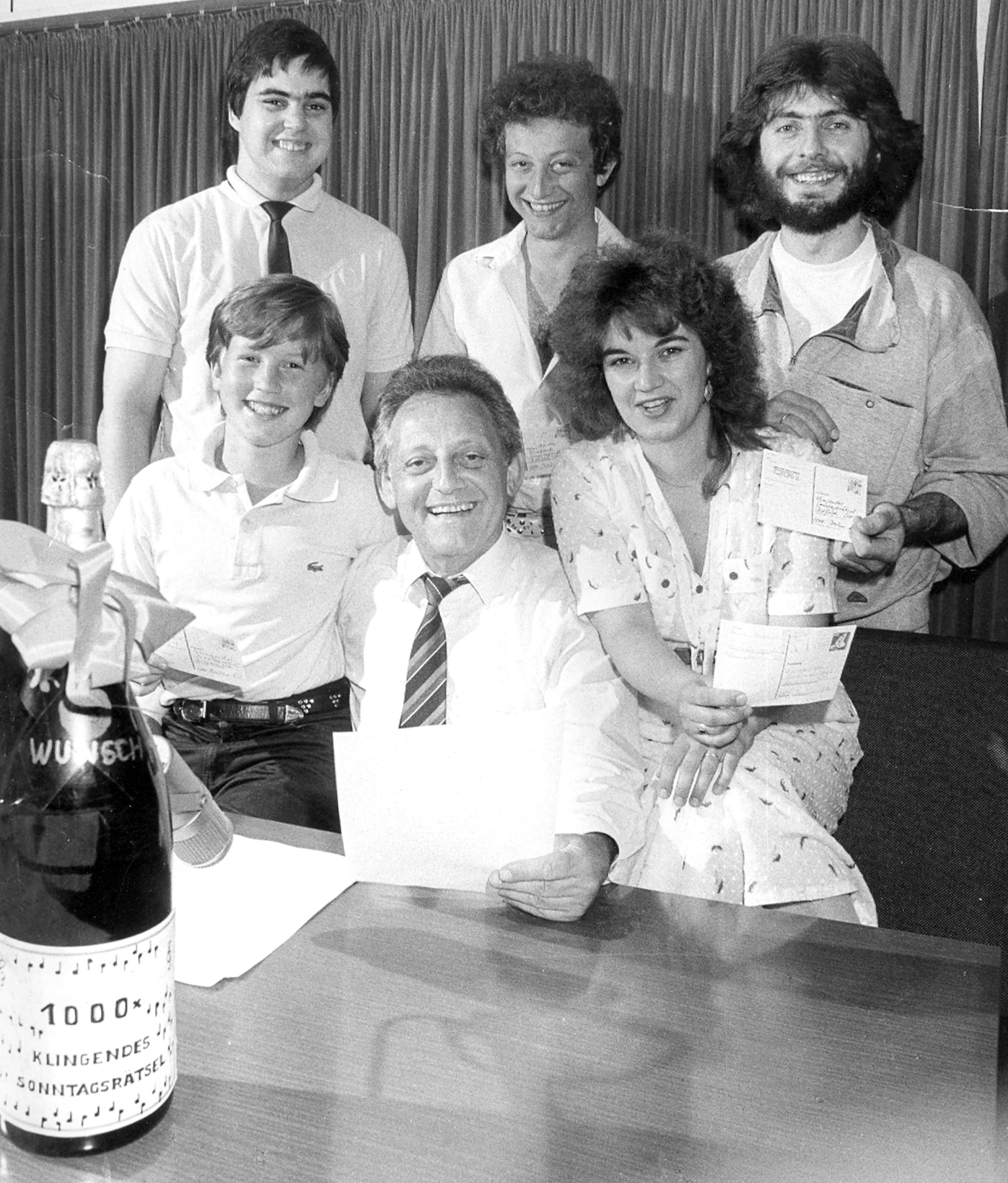
Hans Rosenthal mit „Sonntagsrätselkindern“ anlässlich der 1000. Sendung Das klingende Sonntagsrätsel

### Karriere in Deutschland
Nach dem Krieg machte Hans Rosenthal eine Ausbildung beim Berliner Rundfunk, wo er danach als Regieassistent arbeitete und das erste Hörspiel Nathan der Weise betreute. Zeitweise war er auch im Betriebsrat des Berliner Rundfunks tätig, dies führte jedoch zunehmend zu Konflikten mit den Aufsichtsgremien der sowjetisch gesteuerten Rundfunkanstalt. Deshalb ging Rosenthal im Jahre 1948 in die Westsektoren und wechselte zum RIAS, wo er zunächst als Aufnahmeleiter und Unterhaltungsredakteur seine Rundfunkkarriere startete. Er wurde schließlich einer der beliebtesten deutschen Quizmaster von Unterhaltungssendungen im Hörfunk.
Beim RIAS Berlin gestaltete er in den 1950er bis 1980er Jahren Rate- und Unterhaltungssendungen, die er auch meistens selbst entwarf. Dazu gehören Allein gegen alle, Wer fragt, gewinnt, Kleine Leute – große Klasse, Das klingende Sonntagsrätsel, Spaß muß sein, Opas Schlagerfestival (in Doppelconference mit Günter Neumann), Da ist man sprachlos, Frag mich was, Die Rückblende und Günter Neumann und seine Insulaner (anfangs als Aufnahmeleiter, später als Regisseur) und Spiel über Grenzen. 1962 wurde er Abteilungsleiter Unterhaltung beim RIAS.
Zwei von Rosenthal begründete Hörfunk-Sendereihen laufen weiterhin im Deutschlandfunk Kultur. Es ist die Reihe Sonntagsrätsel (früher: Das klingende Sonntagsrätsel), die sonntags ausgestrahlt wird, und das Städtequiz Allein gegen alle, das im Rahmen der Reihe Aus den Archiven  einmal im Monat gesendet wird.

### Auftritte im Ausland
Obwohl Rosenthals Betätigungsfeld im Hörfunk und Fernsehen überwiegend auf Deutschland konzentriert war, hat er auch einige Sendungen im Ausland produziert: Bereits im Jahre 1966 veranstaltete er im Paris Theatre in London die Sendung Spaß muß sein (Aufnahme 11. Juli 1966) anlässlich der Fußballweltmeisterschaft (eine Coproduktion zwischen der BBC – Deutschsprachiger Dienst und dem RIAS, SFB, NDR und SDR), es folgten aus der Schweizer Halle in Tondern/Dänemark Wer fragt, gewinnt (Aufnahme vom 11. April 1970) und Spaß muß sein aus dem Brucknerhaus in Linz/Österreich (Aufnahme vom 10. November 1984) sowie jeweils zwei Sendungen jährlich von Dalli, Dalli aus Wien. Eine von ihm geplante Sendung in Israel kam wegen seines frühen Todes nicht mehr zustande.
1968 kaufte Rosenthal stundenweise Sendezeit bei einem Hörfunksender auf Teneriffa und produzierte unter dem Namen DTF – Deutschsprachiger Touristen-Funk ein deutschsprachiges Programm mit dem Ziel, auf deutsche Touristen zugeschnittene Werbung zu vermarkten. Das Projekt scheiterte nach einigen Monaten mit einem persönlichen Verlust von rund 35.000 D-Mark, weil Werbekunden ausblieben.

## Fernsehen

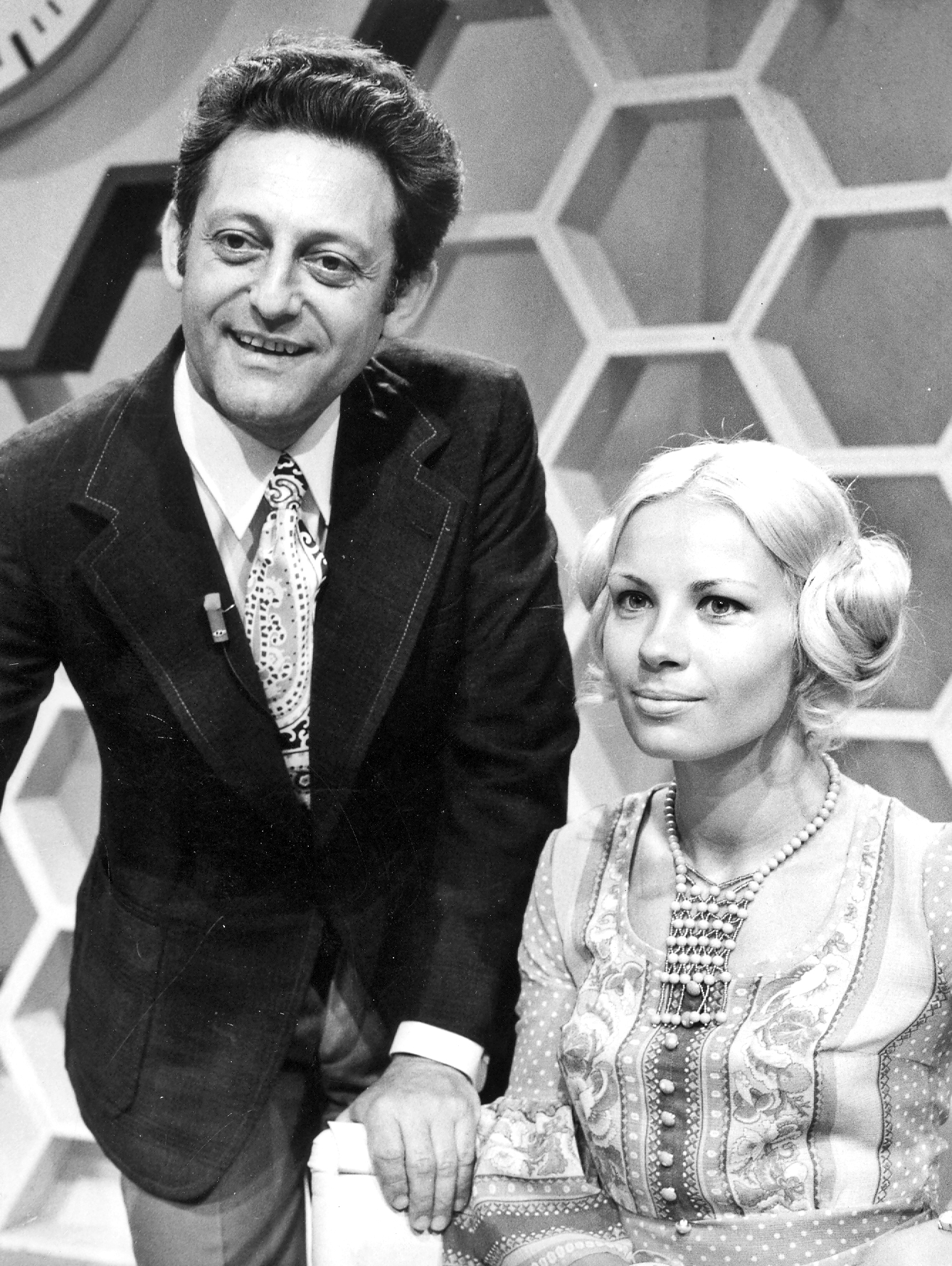
Hans Rosenthal und Monika Sundermann bei Dalli Dalli

Bereits 1955 gab es für Hans Rosenthal mit einer Adaption der Hörfunkreihe Wer fragt, gewinnt erste Auftritte als Fernseh-Quizmaster. 1960 war er für ein Jahr Unterhaltungschef bei der Bavaria Film. Dauerhafte Erfolge im TV erreichte er u. a. mit Gut gefragt ist halb gewonnen, Dalli Dalli sowie Rate mal mit Rosenthal, KO OK, Alles mit Musik, Eins plus eins gegen zwei, Erinnern Sie sich noch?, Gefragt – Gewußt – Gewonnen!, Mal seh’n, was uns blüht, Quizparade, Hans Rosenthal stellt vor, Zug um Zug, Bitte zur Kasse und Das Schlagerfestival der 20er Jahre (in Doppelconference abwechselnd mit Axel von Ambesser und Theo Lingen) im ZDF.
Im Jahr 1983 versuchte Rosenthal in der ARD-Show Das gibt’s nur einmal – Noten, die verboten wurden (Buch: Curth Flatow), die Zeit des Nationalsozialismus in einer Unterhaltungssendung zu verarbeiten. Hier zeigte er in einer pointiert gesetzten Conference, dass er neben seiner vielseitigen Arbeit als Quiz- und Showmaster auch über lange Jahre hinweg politische Kabarettsendungen gestaltet und geleitet hatte. Seine Schlussconference von damals lautete: „Vor 50 Jahren fing alles an, und wir alle können nur hoffen, dass diese Vergangenheit keine Zukunft hat!“
Da Folge 75 der ZDF-Sendung Dalli Dalli auf den 9. November 1978 fiel, der zugleich der vierzigste Jahrestag der Novemberpogrome war, wollte Rosenthal die Sendung verschieben lassen, um an einer großen Gedenkveranstaltung in der Kölner Synagoge teilzunehmen, an der mit Helmut Schmidt erstmals auch ein Bundeskanzler teilnahm. Das ZDF erlaubte indes keine Verschiebung, sondern ergänzte das Programm mit einer Dokumentation im Anschluss an die Unterhaltungssendung. Die Ereignisse rund um die 75. Jubiläumssendung wurden 2025 in dem ZDF-Biopic Rosenthal und einer Terra-X-History-Dokumentation über das Leben des Entertainers thematisiert.
Wenn Kandidaten in Dalli Dalli besonders viele Punkte erreicht hatten, fragte Rosenthal ab Folge 53 das Publikum: „Sie sind der Meinung, das war …?“ Das Publikum antwortete mit „Spitze!“, während Rosenthal in die Luft sprang. Ab Folge 100 wurde dieser Sprung im Fernsehbild kurz als Standbild „eingefroren“.

## Zentralrat der Juden in Deutschland
Rosenthal engagierte sich seit den 1960er Jahren im Zentralrat der Juden in Deutschland, ab 1973 als Mitglied des Direktoriums, in der Jüdischen Gemeinde zu Berlin sowie in diversen sozialen Projekten. Sein bevorzugter Ferienort war Utersum auf Föhr, dessen Ehrenbürger er wurde.

## Fußball

### SC Hakoah Berlin
1947 gehörte Hans Rosenthal zu den Gründungsmitgliedern von SC Hakoah Berlin.

### Tennis Borussia Berlin
Von 1965 bis 1973 war der aktive Fußballer auch Präsident von Tennis Borussia Berlin. Die dort von ihm mitgegründete „Prominenten-Elf“ trägt seit seinem Tod den Namen „Hans-Rosenthal-Elf“ und sammelt Geld für seine Stiftung „Schnelle Hilfe in akuter Not e. V.“

## Familie

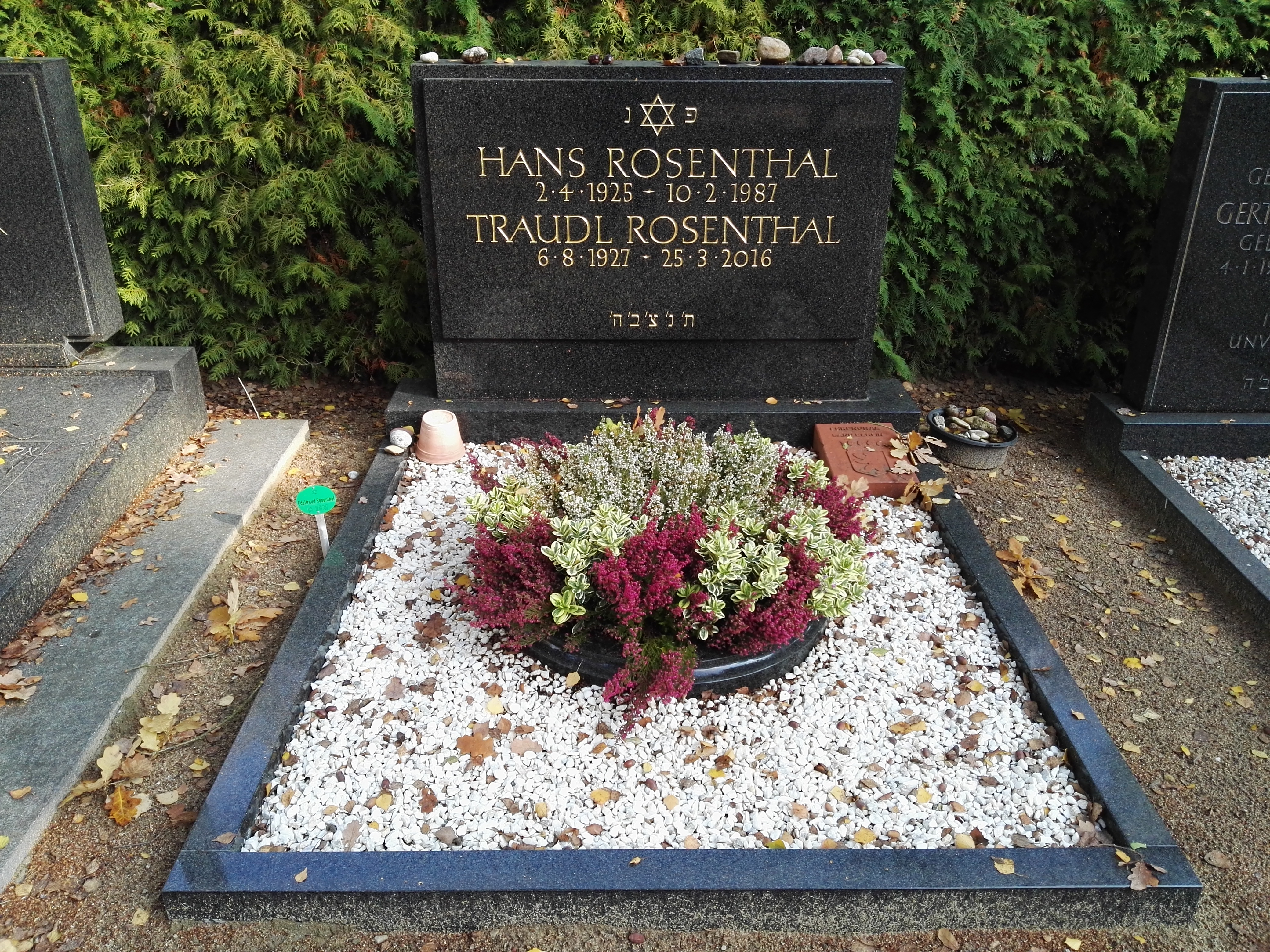
Grabstätte

Mit seiner Frau Traudl (6. August 1927 – 25. März 2016), die er beim Berliner Rundfunk kennengelernt und am 30. August 1947 geehelicht hatte, hatte Hans Rosenthal die Tochter Birgit (* 30. Juni 1950) und den Sohn Gert (* 29. August 1958), der in Berlin als Rechtsanwalt und Notar tätig ist. Die beiden Enkelkinder aus der Ehe seiner Tochter Birgit Hofmann, die Mathematik studiert hat, konnte der Familienmensch Hans Rosenthal noch erleben. Der erstgeborene Enkel kam 1977 zur Welt, die Enkelin 1978. Die beiden Töchter seines Sohnes sind erst nach Rosenthals Tod geboren. Sein drittes Enkelkind war die früh verstorbene Ärztin und Hockey-Spielerin Rebecca Rosenthal (1991–2024). Die Produzentin und Fernsehdarstellerin Debora Rosenthal ist die zweite Tochter von Gert und somit ebenfalls eine Enkelin von Hans Rosenthal.

## Hans-Rosenthal-Stiftung

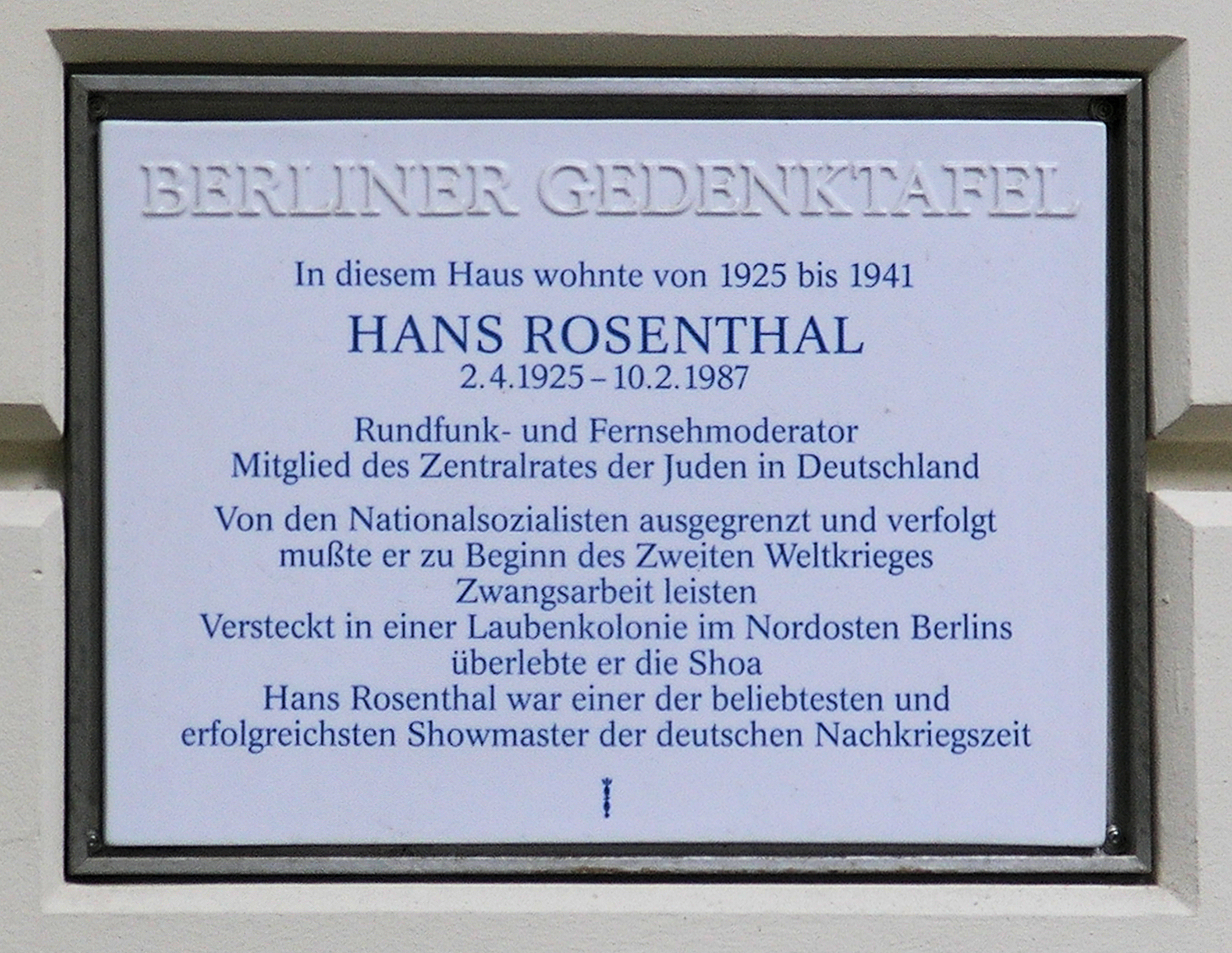
Berliner Gedenktafel am Haus Winsstraße 63, in Berlin-Prenzlauer Berg

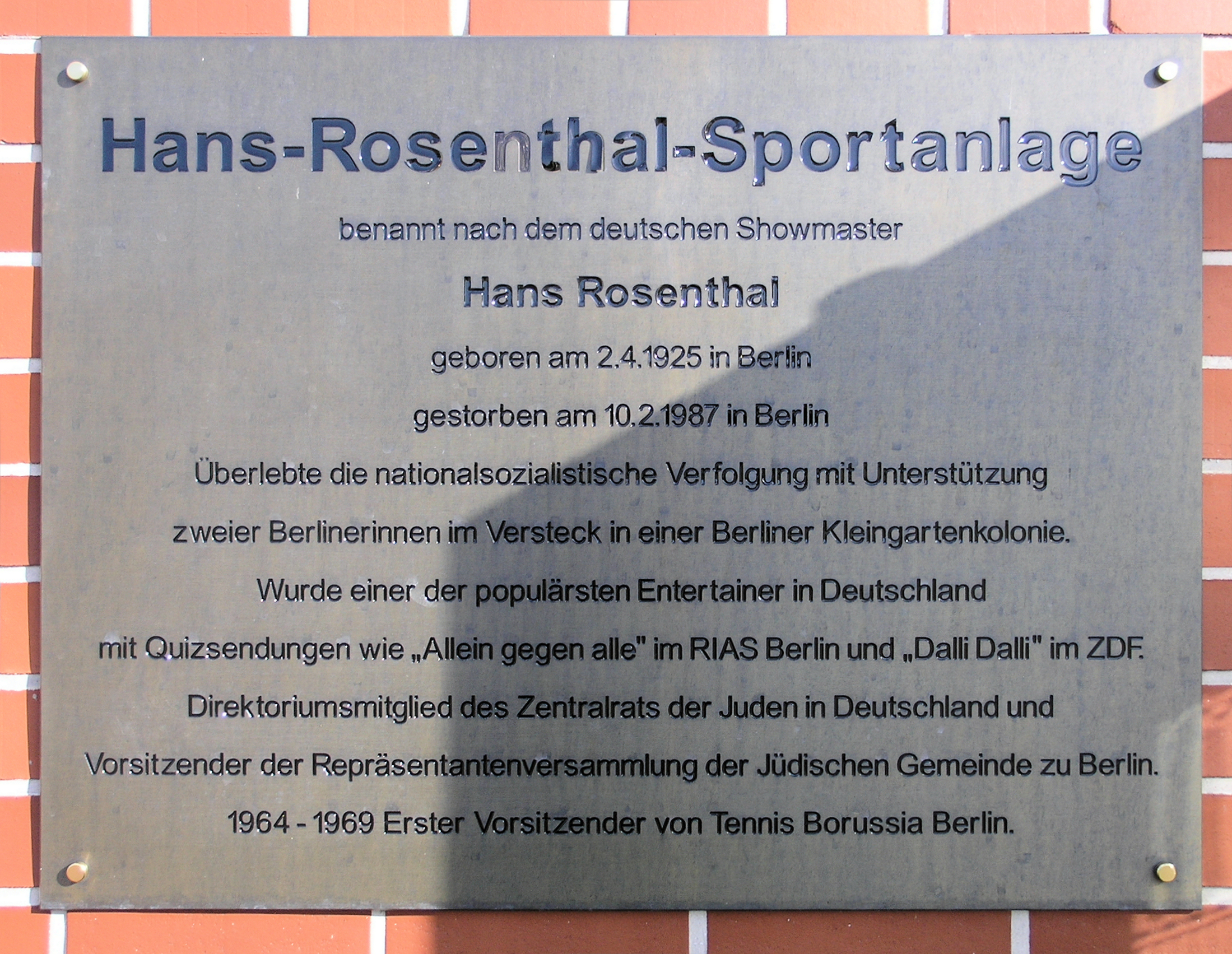
Gedenktafel am Haus Kühler Weg 12, in Berlin-Westend

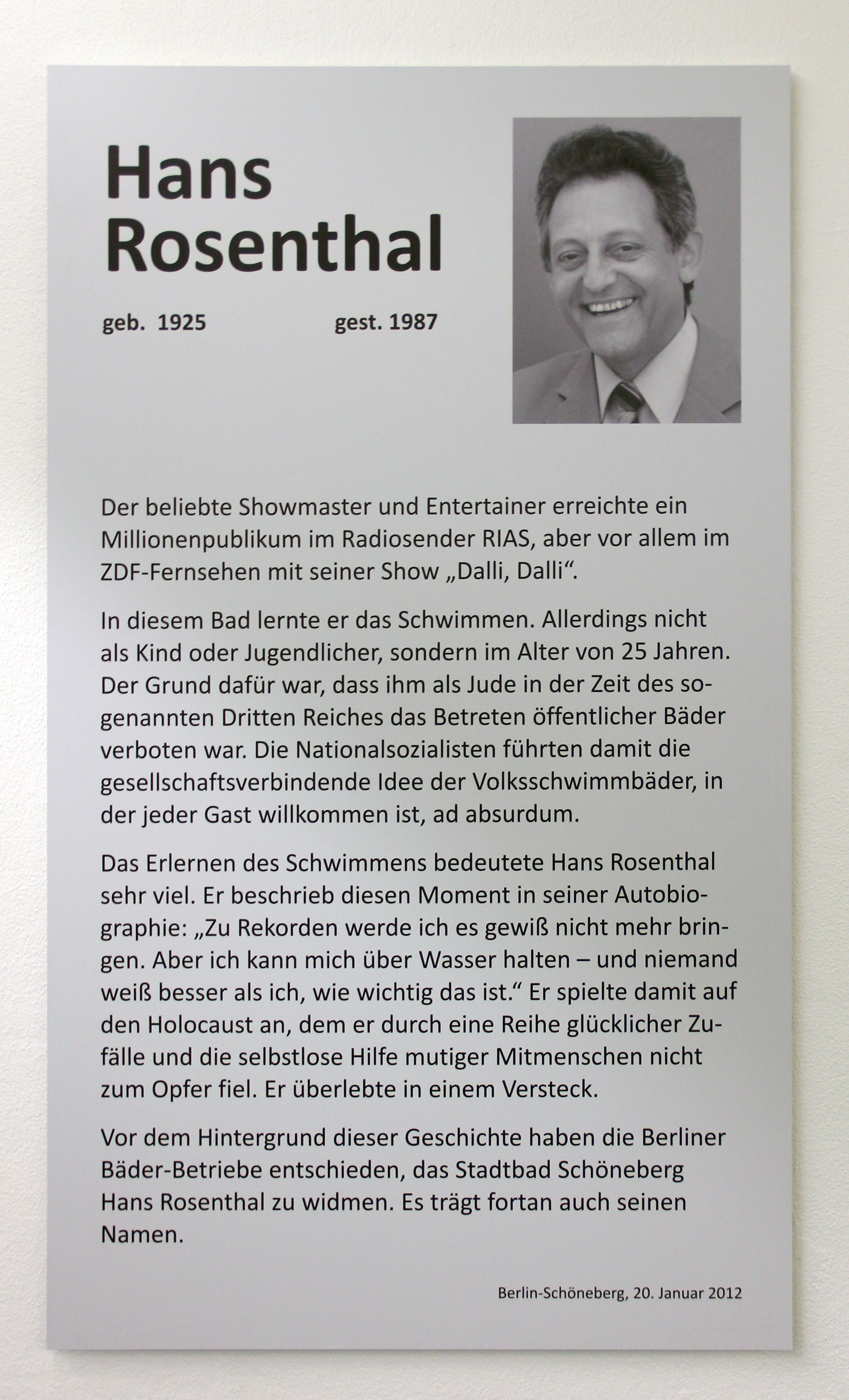
Gedenktafel, Hauptstraße 36, in Berlin-Schöneberg

Die Hans-Rosenthal-Stiftung wurde nach seinem Tod 1987 gegründet, um die Arbeit von Dalli Dalli hilft fortzuführen: Menschen zu unterstützen, die unverschuldet in Not geraten sind. Die Stiftung finanziert sich aus Spenden, Nachlässen und Veranstaltungen. Zu den Gründern gehörten Traudl und Gert Rosenthal, das ZDF, RIAS-Intendant Bernhard F. Rohe, NDR-Intendant Peter Schiwy, Hörzu-Herausgeber Peter Bachér sowie die Jüdische Gemeinde zu Berlin.

### Hans-Rosenthal-Ehrenpreis
Die Preisträger des mit 10.000 Euro dotierten Hans-Rosenthal-Ehrenpreises sind:
- 2003: Karlheinz Böhm
- 2004: Ingeborg Schäuble
- 2005: Christina Rau
- 2006: Ein Herz für Kinder
- 2007: Veronica Ferres
- 2008: Schüler Helfen Leben
- 2009: Peter Maffay
- 2010: Franz Beckenbauer
- 2011: Verein alt – arm – allein in Kaiserslautern
- 2012: Gesine Cukrowski
- 2013: Kinderhospiz Sterntaler in Dudenhofen
- 2014: Dieter Thomas Heck
- 2016: Daniela Schadt
- 2017: Pirmin Spiegel
- 2018: Jan Josef Liefers
- 2019: Auma Obama
- 2022: Rosi Mittermaier und Christian Neureuther
- 2023: Nicole

## Rundfunksendungen (Auswahl)
- Nathan der Weise. (Regieassistent), Berliner Rundfunk
- 1948–1964: Günter Neumann und seine Insulaner (anfangs als Aufnahmeleiter, später als Regisseur)
- 1954–1974: Wer fragt, gewinnt
- 1954–1975: Die Rückblende
- 1959–1986: Spaß muß sein
- 1963–1977: Allein gegen alle
- 1965–1987: Das klingende Sonntagsrätsel (die von Rosenthal erfundene Sendung existiert bis in die Gegenwart)
- 1967–1972: Opas Schlagerfestival (in Doppelconference mit Günter Neumann)
- 1968: DTF – Deutschsprachiger Touristen-Funk stundenweises Radio-Programm für deutsche Touristen auf Teneriffa

Weitere Sendungen:
- Kleine Leute – große Klasse
- Da ist man sprachlos
- Frag mich was
- Spiel über Grenzen

## Fernsehsendungen (Auswahl)
- 1955: Wer fragt, gewinnt
- 1961: Die Rückblende
- 1964–1970: Gut gefragt ist halb gewonnen
- 1970 und 1971: Quiz-Party
- 1971: Eins plus eins gegen zwei
- 1971–1986: Dalli Dalli
- 1974–1977: Das Schlagerfestival der 20er Jahre (in Doppelconference abwechselnd mit Axel von Ambesser und Theo Lingen)
- 1977–1980: KO OK
- 1979–1986: Rate mal mit Rosenthal
- 1980–1985: Bitte zur Kasse
- 1982: Seine andere Seite. Helmut Kohl im Gespräch mit Hans Rosenthal (Südwestfunk Baden-Baden, 1982)
- 1983–1986: Gefragt – Gewusst – Gewonnen
- 1983: Das gibt’s nur einmal – Noten, die verboten wurden
- 1984: Musik macht Spaß
- 1985: Mal seh’n, was uns blüht (Eröffnungsgala zur Bundesgartenschau in Berlin)
- 1985: Zug um Zug – 150 Jahre Deutsche Eisenbahnen

Weitere Sendungen:
- Alles mit Musik
- Erinnern Sie sich noch?
- Quizparade
- Hans Rosenthal stellt vor

## Schriften

### Quiz- und Spielebücher
- Allein gegen alle. 2 × 100 Quizfragen zum Raten und Nachlesen für die ganze Familie. München / Berlin 1978 (spätere Auflage 1987 unter ISBN 3-404-60185-8).
- Der kleine Spielmeister. Ein Quiz-Leitfaden für Geburtstage, Geselligkeiten und Partys. München 1978, ISBN 3-7679-0130-7.
- Das ist Spitze. Ein Bilder-Quiz zum Mitmachen. Dortmund 1983, ISBN 3-88584-055-3 (gemeinsam mit Erich Geiger).

### Autobiografie
- Zwei Leben in Deutschland. Gustav Lübbe Verlag, Bergisch Gladbach 1980, ISBN 3-7857-0265-5.

## Auszeichnungen und Ehrungen
- 1972: Bundesverdienstkreuz
- 1973: Bambi
- 1975: Goldene Kamera in der Kategorie Bester Spielshow-Moderator (2. Platz der Hörzu-Leserwahl)
- 1980: Goldene Kamera in der Kategorie Größter Unterhaltungsstar (2. Platz der Hörzu-Leserwahl)
- 1981: Krawattenmann des Jahres
- 1983: Verdienstkreuz 1. Klasse der Bundesrepublik Deutschland
- 1985: Goldene Kamera in der Kategorie Bester Quizmaster
- 1985: Goldene Europa
- 1986: Telestar (heute: Deutscher Fernsehpreis)
- 1987: Ehrenbürger von Utersum auf Föhr
- 1988: Benennung einer Seniorenfreizeitstätte in Berlin-Zehlendorf (Bolchener Straße 5) in Hans-Rosenthal-Haus
- 1993: Benennung des Platzes nach Hans Rosenthal vor dem RIAS-Funkhaus (heute Deutschlandfunk Kultur) in Berlin-Wilmersdorf
- 1994: Der 1994 entdeckte Asteroid 1994 TL16 wird nach ihm benannt und trägt den Namen (100268) Rosenthal
- 1999: Benennung einer Straße im Ortsteil Neuendorf im Sande der Gemeinde Steinhöfel in Brandenburg in Hans-Rosenthal-Straße. Hier befand sich das Landwerk Neuendorf im Sande, in dem Hans Rosenthal 1942/1943 Zwangsarbeit leisten musste.[23]
- 2000: Enthüllung einer Gedenktafel am Geburtshaus von Hans Rosenthal in der Winsstraße 63 (Berlin-Prenzlauer Berg)
- 2007: Umbenennung der Sportanlage Kühler Weg (Berlin-Westend) in Hans-Rosenthal-Sportanlage
- 2011: Anbringen einer Gedenktafel vor der Grundschule am Roederplatz in Berlin-Lichtenberg, Ortsteil Fennpfuhl (Bernhard-Bästlein-Straße 22), die daran erinnert, dass Rosenthal zwischen 1943 und 1945 in der früher dort befindlichen Kleingartenanlage ‚Dreieinigkeit‘ von drei couragierten Frauen versteckt worden war.[24]
- 2012: Seit dem 20. Januar 2012 trägt das Stadtbad Schöneberg den Beinamen Hans-Rosenthal-Bad. Hier lernte Hans Rosenthal im Jahre 1950 – im Alter von 25 Jahren – das Schwimmen, weil es Juden während der Nazi-Zeit verboten gewesen war, öffentliche Bäder zu besuchen.[25]
- 2017: Seit dem 10. November 2017 trägt der Platz vor der Freiheitshalle in Hof den Namen Hans-Rosenthal-Platz. Hans Rosenthal hatte 1974 die Eröffnungsveranstaltung der damals neuen Halle durchgeführt und legt damit den Grundstein, dass die Hofer Freiheitshalle zu einem wichtigen Ort für Fernsehproduktionen wurde.
- 2019: Seit dem 8. Mai 2019 trägt die 32. Grundschule in der Bernhard-Bästlein-Straße 56 im Berliner Bezirk Lichtenberg den Namen Hans-Rosenthal-Grundschule.[26]
- 2019: Seit dem 15. Juni 2019 gibt es im Fernwehpark in Oberkotzau zwei Schilder, die an Hans Rosenthal und seine Sendereihe Allein gegen alle erinnern. Sie wurden anlässlich eines Treffens ehemaliger Fragesteller angebracht.[27]

## Rezeption

### Dokumentationen
- 1978: Es muss nicht immer Südsee sein. Von Friesen und Vogelkojen. Mit Hans Rosenthal auf die Insel Föhr (NDR Fernsehen)
- 1987: Man muss Menschen mögen. Zum Tod von Hans Rosenthal (ZDF)
- 1990: Das war spitze. Eine Sendung zum 65. Geburtstag von Hans Rosenthal (ZDF)
- 1995: Rückblende. Hans Rosenthal zum 70. Geburtstag (WDR Fernsehen)
- 2003: Hans Rosenthal – Das war spitze. (NDR Fernsehen)
- 2018: Kulenkampffs Schuhe. Dokumentation, Deutschland, 92 Minuten, Buch und Regie: Regina Schilling. Entstanden im Auftrag des SWR
- 2020: Unsere Väter – die größten Showmaster Deutschlands (NDR/SWR Fernsehen)
- 2025: Terra X History: Hans Rosenthal – zwei Leben in Deutschland (ZDF)

### Filme über Hans Rosenthal
- 2025: Rosenthal (ZDF, Regie: Oliver Haffner)